# Linda Moulton Howe
 (janvier 2024).
La mise en forme du texte ne suit pas les recommandations de Wikipédia : il faut le « wikifier ».
Les points d'amélioration suivants sont les cas les plus fréquents. Le détail des points à revoir est peut-être précisé sur la page de discussion.
- Les titres sont pré-formatés par le logiciel. Ils ne sont ni en capitales, ni en gras.
- Le texte ne doit pas être écrit en capitales (les noms de famille non plus), ni en gras, ni en italique, ni en « petit »…
- Le gras n'est utilisé que pour surligner le titre de l'article dans l'introduction, une seule fois.
- L'italique est rarement utilisé : mots en langue étrangère, titres d'œuvres, noms de bateaux, etc.
- Les citations ne sont pas en italique mais en corps de texte normal. Elles sont entourées par des guillemets français : « et ».
- Les listes à puces sont à éviter, des paragraphes rédigés étant largement préférés. Les tableaux sont à réserver à la présentation de données structurées (résultats, etc.).
- Les appels de note de bas de page (petits chiffres en exposant, introduits par l'outil «  Source ») sont à placer entre la fin de phrase et le point final[comme ça].
- Les liens internes (vers d'autres articles de Wikipédia) sont à choisir avec parcimonie. Créez des liens vers des articles approfondissant le sujet. Les termes génériques sans rapport avec le sujet sont à éviter, ainsi que les répétitions de liens vers un même terme.
- Les liens externes sont à placer uniquement dans une section « Liens externes », à la fin de l'article. Ces liens sont à choisir avec parcimonie suivant les règles définies. Si un lien sert de source à l'article, son insertion dans le texte est à faire par les notes de bas de page.
- La présentation des références doit suivre les conventions bibliographiques. Il est recommandé d'utiliser les modèles {{Ouvrage}}, {{Chapitre}}, {{Article}}, {{Lien web}} et/ou {{Bibliographie}}. Le mode d'édition visuel peut mettre en forme automatiquement les références.
- Insérer une infobox (cadre d'informations à droite) n'est pas obligatoire pour parachever la mise en page.

Pour une aide détaillée, merci de consulter Aide:Wikification.
Si vous pensez que ces points ont été résolus, vous pouvez retirer ce bandeau et améliorer la mise en forme d'un autre article.
Pour les articles homonymes, voir Moulton et Howe.
Linda Moulton Howe, née le 20 janvier 1942 à Boise, est une journaliste d'investigation américaine, lauréate du Regional Emmy Award, réalisatrice de film documentaire, surtout connue pour son travail d'ufologue et promotrice de théories du complot. Elle s'illustre notamment par son enquête sur les mutilations non élucidées de bétail et la conclusion selon laquelle elles sont pratiquées par des extraterrestres. Elle est également connue pour ses spéculations selon lesquelles le gouvernement américain travaille avec des extraterrestres,,,.

## Biographie
Elle naît Linda Ann Moulton à Boise, dans l'Idaho. Howe participe au concours Miss Boise de 1963 pour obtenir une bourse de l'université et remporte la couronne de Miss Idaho et une bourse. Elle participe au concours de Miss America 1964 à Atlantic City. Howe obtient son B.A. cum laude en littérature anglaise à l'université du Colorado. En 1966, Howe reçoit la bourse Stanley Baubaire pour son travail de maîtrise à l'université Stanford, à Palo Alto. Elle obtient sa maîtrise en communication à l'université Stanford en 1968, où elle produit un film documentaire pour le Centre médical de Stanford et son mémoire de maîtrise, A Picture Calculus.

### Carrière
Les premiers travaux de Howe se concentrent sur les questions environnementales. De 1978 à 1983, Howe est directrice des projets spéciaux chez Channel 7 à Denver, dans le Colorado. Elle réalise des documentaires, notamment Poison in the Wind et A Sun Kissed Poison qui comparent le smog à Los Angeles et Denver, Fire In The Water à propos de l'utilisation de l'hydrogène comme source d'énergie alternative aux combustibles fossiles, et Une eau radioactive à propos de la contamination par l'uranium de l'eau potable publique à Denver banlieue. Howe fait partie du personnel de WCVB-TV lorsque la station remporte un Institutional Peabody Award pour l'excellence institutionnelle en 1975.
En 1980, Howe produit A Strange Harvest, un documentaire qui suggère que les blessures inhabituelles trouvées sur le bétail sont l'œuvre d'êtres extraterrestres qui récoltent les parties du corps nécessaires à leur survie ou à leurs recherches et que le gouvernement des États-Unis est complice. Le documentaire reçoit un prix Regional Emmy pour ses réalisations audio en 1981. Howe se fait connaître comme une « ardent défenseure » de ces idées et commence à se concentrer sur les théories du complot liées aux OVNI et à imaginer les liens présumés entre les mutilations de bétail, les OVNI et de supposées conspirations gouvernementales. Elle déclare notamment : « Je suis convaincue qu'une ou plusieurs intelligences extraterrestres dirigent cette planète »,. Bien que Howe ait affirmé qu'on lui a montré des documents secrets après avoir été mis au secret par un agent du gouvernement, l'auteur John Greer écrit que Howe n'a présenté aucune preuve pour faire ces affirmations autres que « les preuves très ambiguës fournies par les carcasses de vaches en décomposition »,.

## Publications
- Alien Harvest: Further Evidence Linking Animal Mutilations and Human Abductions to Alien Life Forms. Linda Moulton Howe Productions (1989).  (ISBN 0-9620570-1-0).
  - 2nd edition expanded in text, illustrations and documents, with forewords by Jacques Vallee and Jim Marrs (2014).  (ISBN 978-0-9620570-0-7).
- Glimpses of Other Realities. Linda Moulton Howe Productions.
  - Vol. I: Facts and Eyewitnesses (1993).  (ISBN 0-9620570-5-3).
  - Vol. II: High Strangeness (1998).  (ISBN 0-9620570-3-7).
- Mysterious Lights and Crop Circles. Linda Moulton Howe Productions (2002).  (ISBN 0-9620570-6-1).